# معسكر الإبادة خيلمنو
معسكر الإبادة خيلمنو(
‎[ˈxɛu̯mnɔ]‏، تقريبًا KHEHM-no؛ (بالألمانية: Vernichtungslager Kulmhof)‏، الذي بني خلال الحرب العالمية الثانية، كان أول معسكرات الإبادة الألمانية النازية ويقع 50 كيلومتر (31 ميل) إلى الشمال من مدينة وودج. بعد غزو بولندا في عام 1939، ضمت ألمانيا المنطقة إلى أراضي رايخسجاو فارتيلاند الجديدة، بهدف «الألمنة» بالكامل؛ تم إنشاء المخيم خصيصًا لتنفيذ عمليات التطهير العرقي من خلال عمليات القتل الجماعي. تم تشغيله في الفترة من ديسمبر 8, 1941 أبريل 11, 1943، بالتوازي مع عملية رينهارد خلال المرحلة الأكثر فتكًا في الهولوكوست، ومرة أخرى من يونيو 23, 1944 - يناير 18, 1945 أثناء الهجوم السوفيتي المضاد. في عام 1943، تم إجراء تعديلات على أساليب القتل بالمخيم حيث تم بالفعل تفكيك مبنى الاستقبال.
قُتل 152,000 شخص في المخيم على الأقل،  مما يجعله خامس أكثر معسكرات الإبادة قتلا، بعد سوبيبور وبيتشيك وتريبلينكا وأوشفيتز. ومع ذلك، فإن النيابة الألمانية الغربية، مستشهدة بشخصيات النازية خلال محاكمات خيلمنو في 1962-1965، وجهت اتهامات لمقتل إلى ما لا يقل عن 180,000 ضحية. تشير التقديرات الرسمية البولندية، في فترة ما بعد الحرب، إلى أعداد أعلى بكثير، يصل إلى ما مجموعه 340,000 رجل وامرأة وطفل. Kulmhof Museum of Martyrdom [muzeum byłego obozu zagłady w chełmnie nad nerem] يعطي الرقم حوالي 200000، غالبيتهم العظمى من اليهود من غرب وسط بولندا، إلى جانب الغجر من المنطقة، بالإضافة إلى اليهود الأجانب من المجر وبوهيميا ومورافيا وألمانيا، بالإضافة إلى أسرى الحرب السوفيت. قتل الضحايا باستخدام شاحنات الغاز. كان المعسكر مكانًا للتجربة المبكرة في تطوير برنامج الإبادة النازية، واستمر في المراحل اللاحقة من الهولوكوست في جميع أنحاء بولندا المحتلة.
استولت قوات الجيش الأحمر على بلدة تشيمنو في يناير 17, 1945. بحلول ذلك الوقت، كان الألمان قد دمروا بالفعل اية أدلة على وجود المخيم، ولم يتركوا أي سجناء. وشهد أحد الناجين من المخيم، وكان يبلغ من العمر خمسة عشر عامًا في ذلك الوقت، أن ثلاثة ذكور يهود فقط أستطاعو الهرب بنجاح. أحصت موسوعة الهولوكوست هروب سبعة يهود. من بينهم مؤلف تقرير جرو جانوفسكي، الذي كُتب تحت اسم مستعار على يد سلاما بير وينر،  وهو سجين في ساندركوماندوس اليهودي الذي هرب فقط ليهلك في بيتيك أثناء تصفية غيتو يهودي آخر في بولندا التي تحتلها ألمانيا. في يونيو 1945 شهد اثنان من الناجين في محاكمة أفراد المعسكر في لودز. شهد الناجين الثلاثة الأكثر شهرة في محاكمة أدولف ايخمان في القدس عام 1961. شهد اثنان من الناجين أيضًا في محاكمات موظفي المخيم التي أجرتها ألمانيا الغربية في 1962-1965.

## الهندسة المعمارية
يتألف مركز القتل من مزرعة مهجورة في قرية خيلمنو على نهر نير، وغابة كبيرة بمساحة حوالي 4 كم (2.5 ميل) شمال غرب خيلمنو، قبالة الطريق المؤدي إلى بلدة كوو. تم إسكان أفراد قوات الأمن الخاصة والشرطة والحراس في مباني أخرى في المدينة.

### العمليات

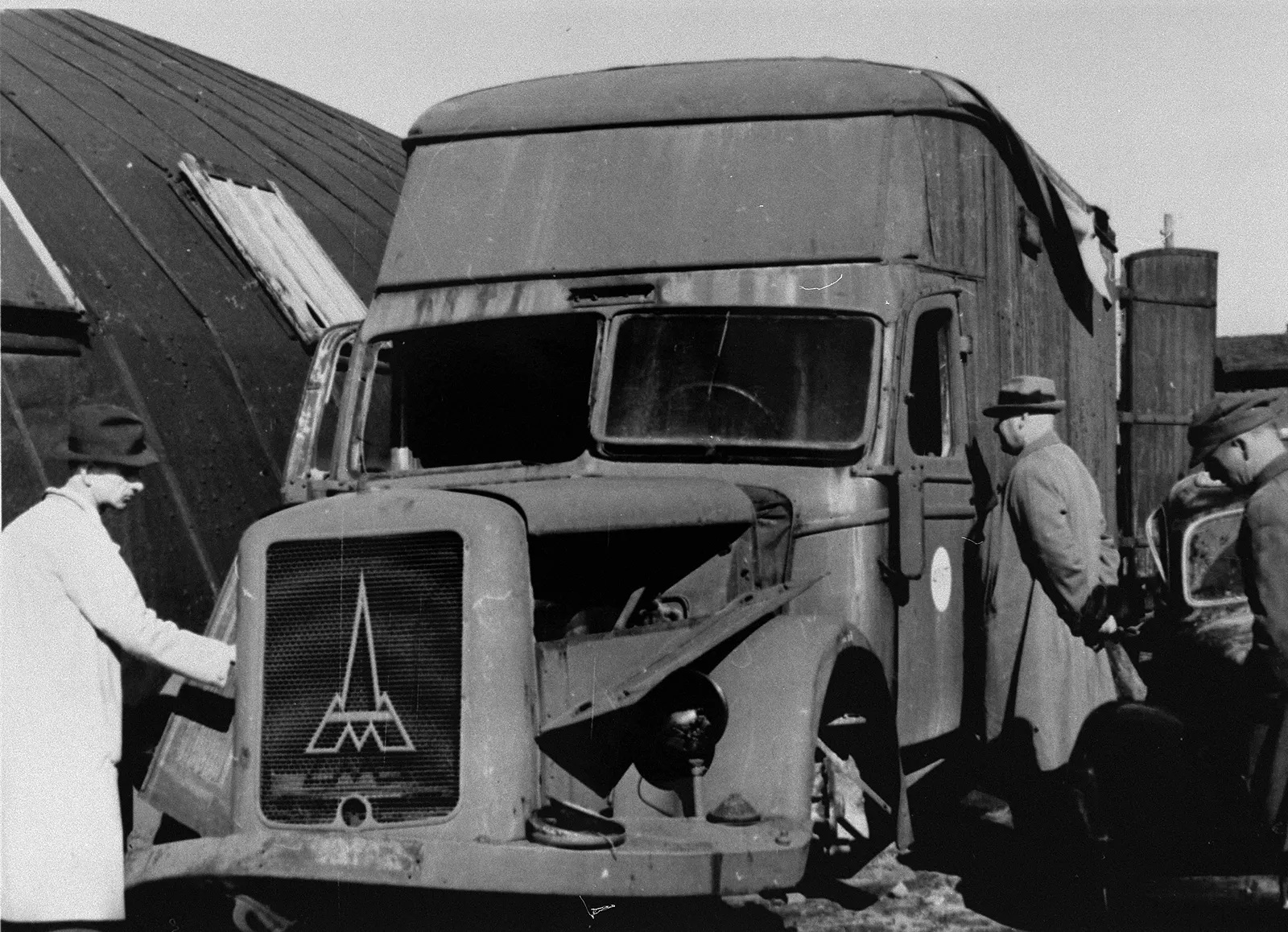
نموذج لشاحنة الغاز Magirus-Deutz التي يستخدمها الألمان في معسكر الإبادة خيلمنو؛ تم تحويل أبخرة العادم إلى المقصورة الخلفية المغلقة حيث تم الإغلاق عى الضحايا. لم يتم تعديل هذه الشاحنة الخاصة بعد، كما هو مذكور في مؤامرة النازية والعدوان (1946)، لكنه يوضح الطريقة

تم تزويد إس إس-ساندركوماندوس "Lange" بشاحنتين في البداية، يحمل كل منهما حوالي 50 يهوديًا بالغاز في طريقهم إلى الغابة. في وقت لاحق، تم منح لانج ثلاث شاحنات غاز من قبل وكالة الإغاثة الملكية الروسية في برلين لقتل عدد أكبر من الضحايا. تم تحويل المركبات إلى غرف غاز متنقلة بواسطة شركة Gaubschat (de ) في برلين والتي أنتجت بحلول يونيو 1942 عشرين منها وفقًا لطلب شراء SS. تحتوي الأجزاء المختومة (وتسمى أيضًا الهياكل الفوقية) المثبتة على الهيكل على فتحات أرضية - حوالي 60 مليمتر (2.4 بوصة) بقطر - مع أنابيب معدنية ملحومة أدناه، والتي تم توجيه عادم المحرك. تم اختبار غازات العادم التي تسبب الوفاة بسبب الاختناق بواسطة كيميائي من عملية القتل الجماعي عملية T4 للتأكد من احتوائها على كميات كبيرة كافية من أول أكسيد الكربون (أو تركيز 1 ٪)، لتشكيل كربوكسي هيموغلوبين، وهو عامل دم مميت، بالاشتراك مع الهيموغلوبين في الخلايا. وهكذا حُرم الضحايا داخلياً من الأكسجين المنقذ للحياة قبل الموت.
استخدم جهاز إس إس لأول مرة أول أكسيد الكربون النقي من الأسطوانات لقتل المرضى العقليين في مستشفيات Action T4، وبالتالي كان لديه معرفة كبيرة بفعاليته. لجميع الأغراض العملية، أثبت الإبادة بواسطة شاحنات الغاز المتنقلة أنها فعالة بنفس القدر بعد عملية بارباروسا لعام 1941. في الأراضي المحتلة حديثًا، تم استخدام شاحنات الغاز لقتل المرضى العقليين وكذلك اليهود في الأحياء اليهودية للإبادة. من خلال توظيف ثلاث شاحنات فقط على الجبهة الشرقية (أوبل بليتز وسوررواجن الأكبر)، مكنت أينزاتسغروبن من «التعامل» مع 97000 أسير في أقل من ستة أشهر بين ديسمبر 1941 ويونيو 1942. نقلت قوات الأمن الخاصة الطلبات العاجلة إلى برلين لمزيد من الشاحنات.
تتكون ما يسمى بـSS Special Detachment Lange من أفراد الغيستابو والشرطة الجنائية وأفراد الشرطة، تحت قيادة شرطة الأمن وضباط شرطة النظام. تم استبدال هربرت لانج كقائد للمخيم في مارس (أو أبريل) عام 1942 من قبل شولتز. وقد خلفه كابتن هانز بوثمان، الذي قام بتشكيل وقيادة الفرقة الخاصة بوثمان. كان الحد الأقصى لقوة كل مفرزة خاصة أقل من 100 رجل، منهم حوالي 80 ينتمون إلى شرطة النظام. كما احتفظت قوات الأمن الخاصة المحلية بـ«قيادة ورقية» في معسكرات المخيم ألجيماينه-إس إس والتي تم ربط معظم موظفي معسكر خيلمنو لأغراض إدارية.